# 압구정 한양아파트

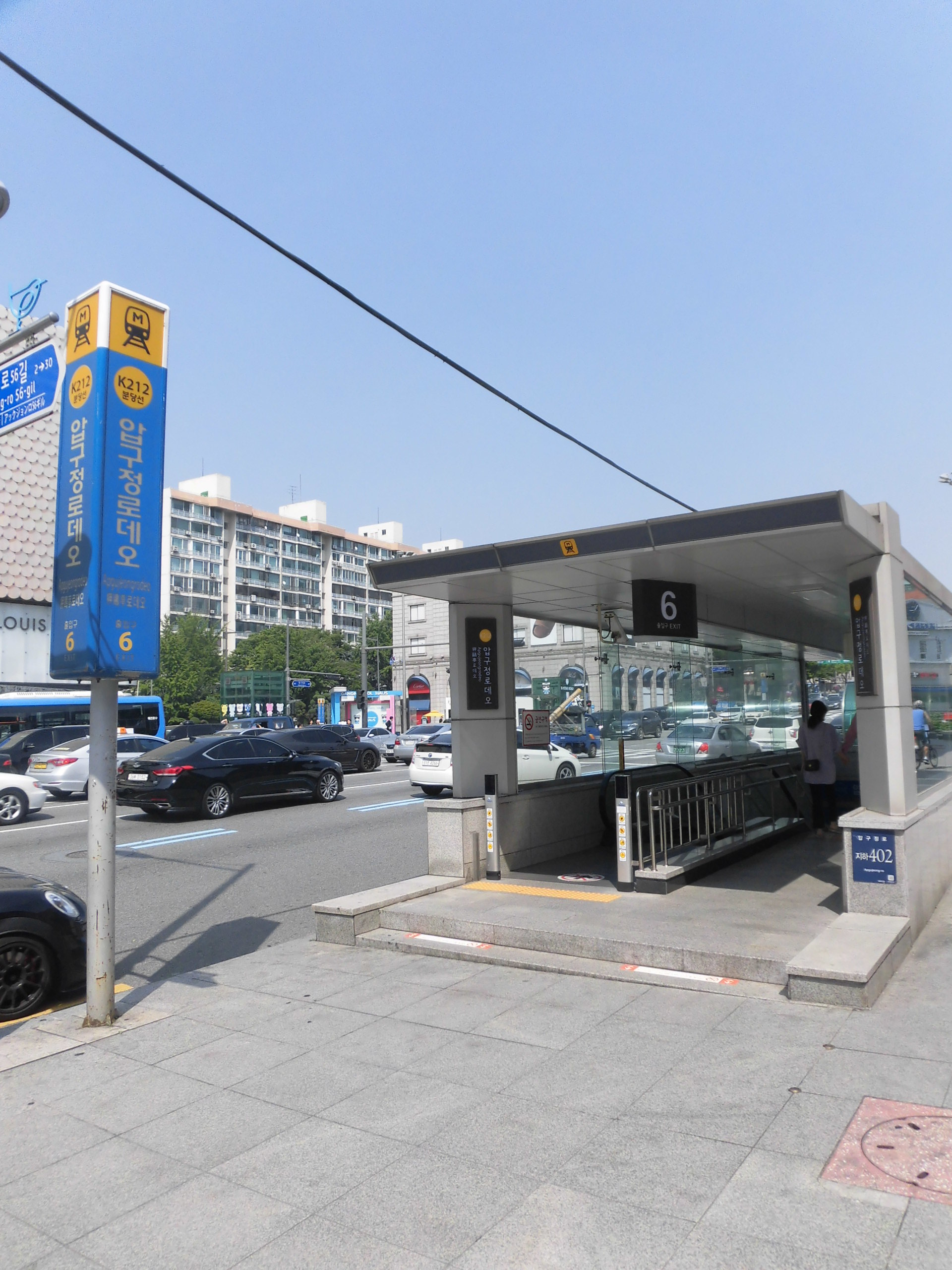
압구정로데오역 6번 출구와 맞닿아 있는 압구정 한양아파트의 실제 모습.

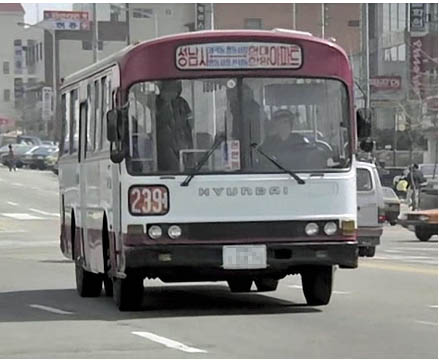
1980년대에서 1990년대까지 서울 구 239-1번 버스에 푯말이 보이는 "압구정 한양아파트"의 글귀 모습. 이 버스가 압구정 현대, 한양아파트까지 나가게 된 내력이 있다.

압구정 한양아파트는 서울특별시 강남구 압구정동에 위치한 단지형 아파트로 시공사는 한양이다. 그러나 이 아파트는 압구정 현대아파트 다음으로 2번째로 유명한 아파트 단지이다. 그러나 이 아파트 단지 안에 있는 편의 시설이자 유통 시설인 한양쇼핑센타도 있으나 해당 쇼핑센터는 1985년 한화그룹에 매각되어 훗날 갤러리아백화점으로 탈바꿈시킨 것으로 보인다. 난방 방식은 도시가스를 이용한 중앙 집중식 난방으로 이룬다.

## 연혁
- 1977년 12월 : 1차 입주, 12층 10개동 936세대 (1, 2, 3, 5, 6, 7, 8, 9, 10, 11동)
- 1978년 9월 : 2차 입주, 12 ~ 13층 5개동 296세대 (21, 22, 23, 25, 26동)
- 1978년 11월 : 3차 입주, 13층 5개동 312세대 (31, 32, 33, 35, 36동)
- 1978년 12월 : 4차 입주, 13층 4개동 286세대 (41, 42, 43, 45동)
- 1979년 11월 : 5차 입주, 12 ~ 13층 4개동 343세대 (51, 52, 53, 55동)
- 1980년 12월 : 6차 입주, 12층 2개동 227세대 (61, 62동)
- 1981년 4월 : 7차 입주, 12층 2개동 239세대 (71, 72동)
- 1984년 6월 : 8차 입주, 15층 1개동 90세대 (81동)[2]

## 재건축 문제
압구정 한양아파트는 현대아파트와 마찬가지로 재건축을 추진하고 있으며, 재건축을 검토하고 있는 것으로 알려진 것으로 드러나고 있다.

## 교통편
수도권 전철 수인·분당선 압구정로데오역과도 맞닿아 있으며, 압구정로데오역에서 도보로 10분이면 바로 올 수 있다. 또한 서울 지하철 3호선 이용 시 압구정역을 통해 1번 출구를 이용하여 도보로 12분 소요된다. 그 외에도 버스 노선도 다수 통과하고 있으며 정차 가능한 정류소는 압구정파출소, 한양아파트.압구정로데오역 정류소 등 2곳만 정차 가능하다.

## 관련 아파트 단지
- 압구정 현대아파트
- 반포주공아파트
- 잠실주공아파트
- 삼풍아파트
- 압구정 미성아파트